# Wilhelm Röpke (Künstler)
Wilhelm Röpke (* 18. Mai 1873 in Hamburg; † 4. Januar 1956 in München) war ein deutscher Maler und Radierer.

## Leben
Röpke war der Sohn des Kaufmanns Heinrich Andreas Ludwig Röpke und der Toni Julie Maria Louise Pantaenius. Nach einer Ausbildung zum Ingenieur entschied er sich 1902 für die Malerei. Er schrieb sich 1902/03 in die von Anton von Werner geleitete Königliche akademische Hochschule für die bildenden Künste in Berlin ein (und nicht in die Königliche Akademie der Künste in Berlin-Charlottenburg, wie Rump in seinem Lexikon der bildenden Künstler Hamburgs angibt). 1903 führt ihn die Pariser Académie Julian in ihren Listen, wo Tony Robert-Fleury und Jules Lefèvre zu seinen Lehrern gehörten. Der kurze Pariser Aufenthalt – Ende 1904 war Röpke wieder in Hamburg – hinterließ in seinem Werk keine nachhaltigen Spuren. Im nachfolgenden Jahr nahm er an der Frühjahrsausstellung des Hamburger Kunstvereins mit einem Mädchenporträt teil. 1910 stellte er Bildnisse, Landschaften und Graphiken in der Hamburger Galerie Commeter aus. Seine letzten Jahre lebte Röpke in München, wo er privat Schüler unterrichtete.

## Werk
Zu seinen frühen, bald nach der Rückkehr aus Paris entstandenen Werken gehört eine Reihe kleinformatiger Ölgemälde, die überwiegend Motive aus seiner Heimatstadt und Umgebung zeigen – Hafen, Alster oder das Elbufer. Unter ihnen befindet sich das Bild einer belebten Terrasse eines Gartenlokals, mit schattenspendenden Bäumen und den Durchblicken auf die Elbe.
Immer stärker wandte Röpke sich der Technik der Radierung zu. Vorherrschendes Thema sind Schiffe im Hamburger Hafen, gelegentlich mit der Kulisse von Hamburg im Hintergrund oder einer Andeutung der Berghänge des Elbufers. Bei einigen Darstellungen von Segelbooten kombinierte er die Technik der Radierung mit der Lithographie, um die Spiegelung der Boote oder einzelne Lichtreflexe auf der leicht bewegten Wasseroberfläche wiederzugeben. 
Eine Freude an der detaillierten Beobachtung verrät eine Gruppe von Radierungen aus städtischer oder dörflicher Umgebung, wobei Röpke Häuserzeilen oder Hinterhöfe akribisch festhielt. Unter diesen Ansichten ist eine Radierung von Glückstadt mit seinen historischen Giebelhäusern am abfallenden Ufer und vor Anker liegenden Booten.
Einen beträchtlichen Umfang nimmt in Röpkes Schaffen das Porträt ein. Abgesehen von dem 1905 in der Ausstellung des Hamburger Kunstvereins gezeigten Pastellporträt Mädchen mit rotem Käppchen schuf er weitere Porträts von Familienmitgliedern, zunächst in Öl, dann vorwiegend als Radierung.  Er hatte zahlreiche Aufträge zu Porträtradierungen von Persönlichkeiten aus dem gehobenen Bürgertum.
Neben diesen Auftragsarbeiten ließ Röpke seiner Phantasie freien Lauf in einer Reihe von humorvollen Radierungen, in denen skurrile dünnbeinige Gnome seinen Schreibtisch kartenspielend bevölkern oder ihn im Traum oder in seinem Atelier heimsuchen.